# Salem Chaker
Pour les articles homonymes, voir Chaker.
Ne doit pas être confondu avec Slim Chaker.
Salem Chaker (en kabyle :  Salem u Aɛli Ijlili), né en 1950 à Nevers, est un universitaire français, docteur en lettres, spécialiste de linguistique amazighe, professeur de langue berbère à l’Université d’Aix-Marseille.

## Biographie
Après avoir  exercé une dizaine d'années à l'Université d'Alger (1973-1981) et à  Aix-en-Provence (CNRS et Université de Provence : 1981-1989), il devient professeur de langue berbère à l'Institut national des langues et civilisations orientales (INALCO) de Paris jusqu'en 2008. Il succède notamment à André Basset et Lionel Galand. Il crée en 1990 le Centre de recherche berbère « André Basset » (INALCO) qu'il dirige jusqu'en 2009. Il rejoint en 2008 l'Institut de Recherches sur les Mondes Arabes et Musulmans d'Aix-en-Provence. Il est l'auteur de nombreux ouvrages et de nombreuses études de linguistique et sociolinguistique berbères. Depuis 2002, à la suite du décès de Gabriel Camps, il dirige l'Encyclopédie berbère.
En décembre 2023, il fait don de 350 de ses livres à la Bibliothèque nationale du royaume du Maroc, en échange d'une assurance que « ses oeuvres soient soumises à un dispositif de protection et à une autorisation permanente en faveur des chercheurs qui souhaitent les consulter».

## Titres universitaires
- 1973, Université Paris V : doctorat de troisième cycle en linguistique générale
- 1978, Université Paris V : doctorat d'État ès Lettres et Sciences humaines

## Ouvrages principaux
- Berbères aujourd'hui, L'Harmattan, Paris, 1989[6]
- Manuel de linguistique berbère I, Bouchène, Alger, 1991
- Linguistique berbère. Études de syntaxe et de diachronie, Peeters, Paris, 1995
- Hommes et femmes de Kabylie, Edisud, Aix-en-Provence, 2000